# Anthidiellum apicale
Anthidiellum apicale är en biart som först beskrevs av Cresson 1878.  Anthidiellum apicale ingår i släktet Anthidiellum och familjen buksamlarbin. Inga underarter finns listade i Catalogue of Life.